# Isabelle Haak
Isabelle Haak, nascuda l'11 de juliol de 1999 a Perstorp, Suècia,  es una jugadora professional de voleibol. Ocupa la posició d'oposada, actualment a l'Imoco volley Conegliano d'Itàlia. Ha jugat també al Vakifbank SK (Temporada 21/22, 20/21 i 19/20), al Savino Del Bene Scandicci (Temporada 18/19, 17/18), al Béziers Angels (Temporada 16/17) i a l'Engelholm VS (Temporada 15/16, 14/15 i 13/14) .En relació a la selecció sueca ha estat convocada des del 2012 i segueix formant part d'aquesta. Jugui a l'equip que jugui és un referent.

## Trajectòria

#### Inicis
Va començar a practicar vòlei per la seva mare.  La seva mare havia jugat a vòlei anys enrere, quan era jove. L'Isabelle jugava amb la seva germana gran Anna Haak al jardí de casa seva. L'Anita, la seva mare, els havia instal·lat una xarxa, d'allà va sorgir la passió per aquest esport. Durant els primers anys de vòlei també va participar a vòlei platja, amb la seva parella Fanny Åhman es van proclamar quartes en el Campionat d'Europa Sub-18 de 2015 a Riga. Avui en dia, juntament amb Paola Egonu i Tijana Boskovic, és considerada l'oposada més forta a nivell internacional.

#### Clubs
L'Isabelle va iniciar la seva trajectòria en el club local suec d'Engelholms VS, no gaire lluny de la costa danesa al sud-oest de Suècia.Va mostrar una habilitat per a dominar la pilota, li sortia de natural. Amb només 14 anys ja estava representant el primer equip del club a la màxima divisió sueca. Es va adaptar ràpidament a l'equip i va ser una peça clau perquè l'equip guanyés dos campionats suecs consecutius les temporades 2014/15 i 2015/16.
Suècia se li quedava petita quan al 2016 es va mudar a França.El pare de l'Isabelle era francès i té part de la seva família al sud de França. Doncs va ser un bon lloc per a firmar el seu primer contracte, concretament amb el Beziers VB, a prop de la costa mediterrània. Aquella temporada el Béziers VB va acabar com a subcampió de la Copa de França. Va perdre la final de la Copa per 3-2 contra el Venelles en un partit emocionant que va acabar al tie break amb un 17-15 en el marcador.En la final de la Copa Haak va anotar un total de 46 punts.Això la va portar a ser premiada com la màxima anotadora de la lliga.
A l'any 2017 es va tornar a mudar, aquest cop a Itàlia amb només 18 anys. Va passar dues temporades jugant al Savino Del Bene Scandicci. El Scandicci va poder oferir a l'Isabelle un lloc al primer equip del club que jugava a la millor lliga italiana. En aquell moment ella encara no era prou reconeguda en la lliga italiana i pocs clubs li proposaven tenir lloc al primer equip.Haak la temporada 2017/2018, va fer-se reconèixer: va fer un total de 491 punts en la seva primera temporada al Scandicci, tornant a ser la màxima anotadora de la lliga. La temporada 2018/2019 no va ser exitosa en l'àmbit de títols, però ella es va continuar formant i va continuar evolucionat.
Al 2019 va marxar a Turquia al Vakifbank SK, on va fer “el gran salt”. El contracte amb el  club Vakifbank SK va suposar un moment clau en la seva trajectòria com a voleibolista professional. El Vakifbank actualment és reconegut com un dels millors clubs del món. Allà va guanyar visibilitat internacionalment i es va convertir en una de les oposades més destacades del món. Va guanyar tres Supercopes truques (2019, 2020 i 2021), es va proclamar dues vegades campiona del campionat mundial per clubs de la FIVB (2019 i 2021), dues vegades campiona de la Copa turca (2020/2021 i 2021/2022), dues vegades campiona de la lliga turca (2020/2021 i 2021/2022) i dues vegades campiona del CEV Champions League (2020/2021 i 2021/2022).
Actualment, des de la temporada 22/23 juga al Imoco Volley Conegliano. Al juny de 2022 l'Imoco va anunciar el fitxatge de Haak. L'oposada de l'imoco del 2022, Paola Egonu, també una de les millors oposades del món anava al Vakifbank i marxava del Imoco justament quan Haak anava al Imoco marxava del Vakifbank.
Amb l'Imoco, Haak ha aconseguit molts títols tant internacionals com nacionals. S'ha proclamat tres vegades campiona de la Supercopa italiana (2022, 2023 i 2024), dues vegades campiona del campionat mundial per clubs de la FIVB (2022 i 2024), tres vegades campiona de la Copa italiana (2022/2023, 2023/2024, 2024/2025), tres vegades campiona de la lliga italiana (2022/2023, 2023/2024, 2024/2025) i dues vegades campiona de la CEV Champions League (2023/2024, 2024/2025).

#### Selecció Nacional
Amb només 14 anys (10 de maig del 2014), l'Isabelle va fer el seu primer debut amb la selecció Sueca absoluta en un partit contra Letònia, convertint-se així en la jugadora més jove en debutar amb la selecció sueca (categoria absoluta).
Tant en el  2014 com en el 2015 l'equip suec que es va proclamar campió al campionat NEVZA U19.Al 2018 i 2022  Suècia va guanyar la lliga europea de voleibol de plata femenina (Silver League). Al 2018 Haak amb un total de 38 punts a la final contra va ser considerada MVP i al 2022 va aportar 14 punts a la final contra Portugal. En el 2023 ja es trobava en la lliga europea de voleibol d'or femenina (Golden League) on va obtenir la segona posició. A l'any 2024 es va proclamar campiona de la lliga europea de voleibol d'or femenina. A la final, Suècia va guanyar a la República Txeca per 3-2 i l'Isabelle va fer un total de 30 punts proclamant-se altra vegada MVP.

## Premis individuals
- 2014–15 Elisterien "Jugadora de l'any"
- 2014–15 Elitserien "Màxima anotadora"
- 2015–16 Elitserien "Jugadora de l'any"
- 2015–16 Elitserien "Màxima anotadora"
- 2016–17 Ligue A Fémminine "MVP"[8]
- 2016–17 Ligue A Fémminine "Millor oposada"
- 2016–17 Ligue A Fémminine "Màxima anotadora"[8]
- 2017–18 Lega Pallavolo Serie A Femminile "Màxima anotadora"
- 2019 FIVB Mundial per clubs "Millor oposada”
- 2020–21 Lliga turca "MVP"[5]
- 2020–21 CEV Champions League "Màxima anotadora"
- 2021 FIVB Mundial per clubs"Millor oposada"
- 2021 FIVB Mundial per clubs "MVP"
- 2021–22 Copa turca"MVP"
- 2021–22 Lliga turca "Millor oposada"
- 2021–22 CEV Champions League "Màxima anotadora"
- 2021–22 Millora jugadora de voleibol de l'any de la CEV[5]
- 2022 FIVB Mundial per clubs "Millor oposada"
- 2022 FIVB Mundial per clubs"MVP"[5]
- 2022–23 Copa italiana (Coppa Italia) "MVP"
- 2023–24 Lliga italiana "MVP"
- 2023–24 CEV Champions League "MVP"
- 2024 European Golden League "MVP”
- 2024 FIVB Mundial per clubs "Millor oposada"[18]

## Vida personal
El seu pare va morir d'un càncer d'estómac quan ella tenia tan sols nou anys es va mudar a Angel Home. El vòlei va ser un consol per a Haak. Va transformar la tristesa i el dol en un impuls imparable per a convertir-se en la jugadora que és actualment.
La seva germana Anna Haak també és jugadora professional de voleibol i eren companyes d'equip quan jugaven a l'Engelholms VS, tanmateix, encara juguen juntes amb la selecció sueca.

## Enllaos externs
- CEV Champions League Volley 2025 Isabelle Haak
- Welcome to VakiFamily Haak - Way Back Machine
- Volleybox - Isabelle Haak
- Eclisse - Ue parole con l'opposto Isabelle Haak
- ISABELLE HAAK SI PRESENTA - ImocoVolley